# اچ‌ام‌ای‌اس اوکی
اچ‌ام‌ای‌اس اوکی (به انگلیسی: HMAS Uki) یک کشتی است که طول آن ۱۵۲٫۹ فوت (۴۷ متر) می‌باشد. این کشتی در سال ۱۹۲۳ ساخته شد.